# Victoria Cup 2012
Navigation
2011 2019
La Victoria Cup 2012 est la troisième édition de la Coupe Victoria. Elle regroupe les équipes du Kenya, de l'Ouganda et du Zimbabwe. 
En raison du forfait de l'équipe d'Ouganda durant la compétition pour des raisons financière, la suite de la coupe est annulée aucun vainqueur n'est déclaré. La Coupe Victoria est recréée en 2019.

## Participants
Les rencontres entre le Kenya et l'Ouganda compte pour l'Elgon Cup.

## Classement
| Rang | Pays     | J | V | N | D | Bo | Bd | Pm | Pe | Diff | Pts |
| ---- | -------- | - | - | - | - | -- | -- | -- | -- | ---- | --- |
| 1    | Ouganda  | 2 | 1 | 0 | 1 | 0  | 0  | 19 | 17 | +2   | 4   |
| 2    | Kenya    | 2 | 1 | 0 | 1 | 0  | 0  | 17 | 19 | -2   | 4   |
| 3    | Zimbabwe | 0 | 0 | 0 | 0 | 0  | 0  | 0  | 0  | 0    | 0   |

|  | Vainqueur (Pas de vainqueur pour l'édition 2012) |

Attribution des points
Victoire : 4, match nul : 2, défaite : 0 ; plus les bonus (offensif : 4 essais marqués minimum ; défensif : défaite par 7 points d'écart maximum).
Règles de classement
Lorsque deux équipes sont à égalité au nombre total de points terrain, la différence se fait aux nombre de points terrains particuliers entre les équipes à égalité.

## Détails des matches
| 21 avril 2012 | Ouganda | 19 - 5 | Kenya | Kampala |
| 21 avril 2012 |         |        |       | Kampala |
| 21 avril 2012 |         |        |       | Kampala |

| 28 avril 2012 | Kenya | 12 - 0 | Ouganda | Nairobi |
| 28 avril 2012 |       |        |         | Nairobi |
| 28 avril 2012 |       |        |         | Nairobi |